# Czeglédi Péter
Czeglédi Péter (1641 – 1688) református lelkész, költő.

## Élete
Tanulmányait szülővárosában végezte, erről tanúskodik a Kollégiumban elhelyezett emléktábla, amelyen a Sárospatakon tanult gályarab lelkészek nevei szerepelnek. 1671-1687 között lévai református lelkész. Jelmondata: "Per spinas ad rosas – Töviseken át a rózsákhoz." Ezt a jelmondatot Levater János emlékkönyvébe írta be 1676-ban Zürichben. Ma a Lévai Református Egyház és az általa alapított Czeglédi Péter Református Gimnázium jelmondata, amely mindkét intézmény címerében megtalálható.
1674-ben ő is megidéztetett a rendkívüli törvényszék elé Pozsonyba, hova március 15-én érkezett és április 4-én azokkal együtt, kik a térítvényt alá nem írták, fő- és jószágvesztésre ítéltetett és Pozsonyban két hétig tartatott fogságban vasra veretve; május 29-én Berencsre szállították, hol tíz hónapi súlyos fogságot szenvedett; innét 1675. március elején Ausztriába, Schottwienbe vitték, hol két hétig volt fogva; azután Triesztbe, majd Olaszországba hurcolták; a pescarai börtönben három napig, Theateban tiz hónapig, Nápolyban pedig két hónapig sanyargatták. Midőn Ruyter holland tengernagy megszabadítá a gályarabokat, ő is megszabadult és Zürichbe ment, hol Burckhardt Konrád házánál szállásolt s még 1676. július 15-én is ott volt, mit bizonyít sajátkezű emlékjegyzete, melyet Lavater János felszólítására irt. Zürichbe történt megérkezése után nem sokkal egy üdvözlő verset is írt Gyöngyösi István magyar akadémiai hallgató tiszteletére.
2016. április 30-án a lévai református gyülekezet temploma előtt emlékkövet állított  gályarab prédikátorainak. Az emlékkövön egy emléktábla hirdeti a lévai gályarab prédikátorok szenvedésének és hazatérésének történetét.